# Megistostigma peltatum
Megistostigma peltatum là một loài thực vật có hoa trong họ Đại kích. Loài này được (J.J.Sm.) Croizat mô tả khoa học đầu tiên năm 1941.